# Syncretisme (taalkunde)
In de linguïstiek verwijst de term syncretisme naar het versmelten van talige verschijningsvormen van veelal morfologische aard ofwel deflexie, in combinatie met het verdwijnen van de ermee corresponderende, afzonderlijke functie. In zijn algemeenheid komt dit neer op het veranderen van een synthetische taal in een meer analytische taal.
Syncretisme werd in de historisch-vergelijkende taalkunde als een belangrijk argument aangehaald voor de volkswijsheid dat talen de neiging hebben in de loop der tijden grammaticaal eenvoudiger te worden.
Daar het Proto-Indo-Europees negen naamvallen bezat (nominatief, accusatief, genitief, datief, ablatief, locatief, instrumentalis, vocatief en allatief) en geen enkele taal die eraan ontsproten is thans nog negen naamvallen heeft – in het extreemste geval, Engels, werden ze zelfs tot twee gereduceerd –, betekent dit dat een aantal syntactische functies waaraan morfologische vormen verbonden waren, samenvielen. Het Latijn heeft zo bijvoorbeeld de ablatief (en archaïsch de locatief) behouden, maar de instrumentalisfunctie werd onder datief en ablatief verdeeld. Omgekeerd hebben alle Germaanse talen de ablatief verloren, en absorbeerde de datief de locatief- en instrumentalisfuncties (het Oudengels bezat evenwel nog een instrumentalis).
Een ander voorbeeld van syncretisme is het feit dat de werkwoordswijzen ten opzichte van het Proto-Indo-Europees samenvielen: waar aanvankelijk indicatief, imperatief, conjunctief, optatief en injunctief voorkwamen, hebben de Germaanse talen optatief en conjunctief samengevoegd, alsmede imperatief en injunctief (het Oudgrieks behield daarentegen de optatief). Ook het verdwijnen van een afzonderlijke vorm voor de dualis is een syncretistisch verschijnsel (het feit dat het Gotisch de dualis wit nog bezat, kan daarom, in het licht van syncretisme, archaïsch genoemd worden).
Veralgemenisering van één of enkele vormen binnen een groter paradigma komt het vaakst voor bij de verschillende lange rijen van vervoegingen en verbuigingen. Bepaalde werkwoordsuitgangen kunnen hierdoor in de loop van de tijd afslijten en verdwijnen, hoewel de vormen afzonderlijk hun betekenis behouden. In dit geval is er uiteindelijk sprake van een nulmorfeem of - als de afslijting niet volledig is - van een nulallomorf. Bij syncretisme verandert een nulallomorf bijvoorbeeld gaandeweg in een nulmorfeem. 
Syncretisme gaat vrijwel altijd samen met vormverarming, tevens een voorbeeld van morfologische nivellering. Men kan het thans waarneembare verdwijnen van de mannelijke en onzijdige e-uitgang van de Duitse datief – bijvoorbeeld im Baume, nach Hause: klassieke vormen die zeldzaam worden – als een licht morfologisch syncretisme beschouwen, vermits het zelfstandig naamwoord nu voor drie naamvallen gelijk van vorm wordt. De Duitse grammatica is voor het overige nog vrij synthetisch. Momenteel is hier sprake van nulallomorfie bij de derde naamval, omdat het betreffende morfeem naar keuze weglaatbaar is.  
Het opsporen van syncretisme is van het allergrootste belang voor de reconstructie van de grammatica van oude talen, en dit allicht niet louter voor inflecterende taalfamilies.